# آلان بودو
آلان ديمتري بودو (فرنسية: Alan Dimitri Baudot؛ مواليد 1 فبراير 1988) هو مُقاتل فنون قتالية مختلطة فرنسي.

## وصلات خارجية
- آلان بودو على موقع يو إف سي (الإنجليزية)
- آلان بودو على موقع شيردوغ (الإنجليزية)
- آلان بودو على موقع Tapology.com (الإنجليزية)